# Rubizsne
Rubizsne (ukrán: Рубі́жне) vagy Rubezsnoje (orosz: Рубе́жное) város Ukrajna keleti részén, a Donyec folyó bal partján. A 2020-as évek elején a Luganszki Népköztársaság ellenőrzése alatt áll.

## Népessége
A 2001-es ukrán népszámlálás szerint 65 322 lakosa volt.
2018. január 1-én a népessége 57 763 fő volt.

### Etnikumok
Etnikai összetétele 2001-ben: 
- ukránok 60,3%
- oroszok 37,3%
- belaruszok 0,7%

## Gazdasága
Gazdaságában a vegyipar, cellulóz- és papíripar a kiemelhető.